# Djendel
Djendel (în arabă جندل) este o comună din provincia Provincia Aïn Defla, Algeria.
Populația comunei este de 30.170 locuitori (2008).